# Olympische Sommerspiele 2000/Teilnehmer (Mauritius)
| Gelbes Symbol für Goldmedaillen mit stilisierten Olympischen Ringen | Graues Symbol für Silbermedaillen mit stilisierten Olympischen Ringen | Braundes Symbol für Bronzemedaillen mit stilisierten Olympischen Ringen |
| ------------------------------------------------------------------- | --------------------------------------------------------------------- | ----------------------------------------------------------------------- |
| —                                                                   | —                                                                     | —                                                                       |

Mauritius nahm an den Olympischen Sommerspielen 2000 in der australischen Metropole Sydney mit 20 Athleten, vier Frauen und 16 Männer, in acht Sportarten teil.
Seit 1984 war es die fünfte Teilnahme des afrikanischen Staates an Olympischen Sommerspielen. 

## Flaggenträger
Der Boxer Michael Macaque trug die Flagge von Mauritius während der Eröffnungsfeier im Stadium Australia.

## Teilnehmer nach Sportarten

### Badminton
- Denis Constantin
Einzel: 17. Platz
Doppel: 17. Platz

- Édouard Clarisse
Doppel: 17. Platz

- Marie-Hélène Valérie-Pierre
Mixed, Doppel: 17. Platz
Frauen, Doppel: 17. Platz

- Stephan Beeharry
Mixed, Doppel: 17. Platz

- Amrita Sawaram
Frauen, Einzel: 33. Platz
Frauen, Doppel: 17. Platz

### Bogenschießen
- Yehya Bundhun
Einzel: 62. Platz

### Boxen
- Riaz Durgahed
Bantamgewicht: 17. Platz

- Giovanni Frontin
Leichtgewicht: 17. Platz

- Michael Macaque
Superschwergewicht: 9. Platz

### Gewichtheben
- Gino Soupprayen Padiatty
Bantamgewicht: 19. Platz

### Judo
- Jean-Claude Raphaël
Mittelgewicht: 9. Platz

### Leichtathletik
- Stéphane Buckland
100 Meter: Viertelfinale
200 Meter: Halbfinale
4 × 100 Meter: Vorläufe

- Éric Milazar
400 Meter: Viertelfinale
4 × 100 Meter: Vorläufe

- Jonathan Chimier
4 × 100 Meter: Vorläufe

- Fernando Augustin
4 × 100 Meter: Vorläufe

- Arnaud Casquette
Weitsprung: 35. Platz in der Qualifikation

- Caroline Fournier
Frauen, Hammerwerfen: 25. Platz in der Qualifikation

### Schwimmen
- Christophe Lim
100 Meter Freistil: 66. Platz

- Nathalie Lee Baw
Frauen, 100 Meter Freistil: 50. Platz

### Tischtennis
- Patrick Sahajasein
Einzel: 49. Platz